# Sool (Somalië)
Sool (Arabisch: صول, Ṣaul) is een regio in Somalië en ligt in het zuidoosten van het het de facto onafhankelijke Khatumo. De hoofdstad is Laascaanood, en de regio wordt begrensd door Ethiopië. Ze grenst ook aan de twee andere regio's van SSC-Khatumo, Togdheer en Sanaag.
Over de regio Sool wordt net als over de regio Sanaag betwist door SSC-Khatumo, Puntland en Somaliland.
De regio bestaat uit vier districten:
- district: Las canod
- district: Taleex
- district: Xudun
- district: Caynaba

|                  |  |  |  |  |
| Prinsen van Sool |  |  |  |  |

Awdal · Bakool · Banadir · Bari · Bay · Galguduud · Gedo · Hiiraan · Midden-Juba · Midden-Shabelle · Mudug · Neder-Juba · Neder-Shabelle · Nugaal · Sanaag · Saaxil · Sool · Togdheer · Woqooyi-Galbeed
Galmudug · Jubaland · Puntland · Somaliland